# Siège de Metz (1444)
Pour les articles homonymes, voir siège de Metz.
Guerres féodales en Lorraine
Le siège de Metz en 1444 oppose le duc de Bar et de Lorraine René d’Anjou, et son allié le roi de France Charles VII, aux « citains » de la République messine. La guerre de 1444-1445 est sans doute la plus dévastatrice des guerres médiévales qu'ait eues à subir la cité messine.

## Contexte historique
Malgré la signature régulière de « communes trêves », ou Landfrieden, entre les seigneurs de la région, la guerre est un mal chronique en Lorraine aux XIVe et XVe siècles. La région devient le théâtre régulier d’affrontements entre différents seigneurs du Saint-Empire romain germanique. Les ducs de Lorraine, de Bar, de Luxembourg, les comtes de Deux-Ponts, de Vaudémont, l’archevêque de Trèves, les évêques de Metz, Toul et Verdun, s’allient ou s’opposent au gré des circonstances, dans un monde fortement marqué par la féodalité. Prenant prétexte de la saisie des bagages d'Isabelle de Lorraine par les Messins, près de Pont-à-Mousson, René d'Anjou décide d’assiéger la cité messine. Afin de châtier les Messins, le duc de Lorraine demande de l'aide au roi de France Charles VII, son beau-frère. Souhaitant d'une part, contrer l'expansionnisme du duc de bourgogne Philippe le Bon aux marges du Saint-Empire, et d'autre part, se débarrasser des troupes d'Écorcheurs, désœuvrées après la signature d'une trêve avec les Anglais, le roi de France saisit cette opportunité.

## Pillage du Pays messin
Le 27 août 1444, les troupes royales mettent le siège devant Épinal, qui appartenait à l'évêque de Metz. La ville s'étant rendue le 10 septembre, le roi soumet Toul et Verdun, avant de « faire guerre aux ville, cité, chasteaulx, places et seigneuries de Metz et aux habitants et subgiects d'icelles ». Le 10 septembre 1444, le connétable Artus de Richemont quitte Mars-la-Tour pour s'avancer sur Metz. Le 12 septembre 1444, les Écorcheurs arrivent dans le Val de Metz. Les 15 et 16 septembre 1444, le sénéchal Pierre de Brézé, le maréchal André de Laval, le comte Charles IV du Maine et le duc René d'Anjou menacent d'assiéger la ville de Metz, si elle ne se soumet pas. À partir du 17 septembre 1444, les maisons fortes et les églises fortifiées du Pays messin sont prises d’assaut, les unes après les autres. Ainsi, Ars, Ancy, Chamenat, Espilly, Raucourt, Goin, Bouxière, Corny, Châtel-Saint-Blaise, Mardigny, Sommy, Grosyeulx, Olry, Prayel, la Grange-aux-Ormes, la Grange-le-mercier, la Horgne, Braidy, Saint-Ladre et Saint-Privé sont ravagés ou incendiés. Face aux « Écorcheurs » à la solde du roi de France, et à leurs abominations, les paysans messins se réfugient en nombre dans la ville, qui devient vite surpeuplée.

## Siège de Metz
Le conseil des « Sept de la Guerre », dirigé par Jean de Vy, connu aussi sous le nom de « Jean Vitton », est chargé de la direction des opérations. Avec l'aide des mercenaires et des « soldoyeurs » de la cité messine, Vitton organise tant bien que mal la défense de la ville. Chaque corporation — il y en a plus de cinquante au XVe siècle à Metz — est chargée de la défense d’une tour des remparts de Metz, lesquels sont renforcés où il le faut, notamment près de la porte Serpenoise et du pont des Morts, par des boulevards de terre, mais aussi équipés de bombardes. Outre des boulets pour l'artillerie, on prévoit de charger des blocs de pierre sur les remparts, destinés à servir de projectiles au niveau des assommoirs et des mâchicoulis. Les faubourgs de Saint-Martin, de Saint-Arnoul, de Saint-Clément, de Saint-Symphorien de Saint-Thiébaut sont en partie rasés, afin de faciliter la défense de la ville. Les faubourgs de Mazelle, Vallière, la Horgne-au-sablon et la Grange-aux-ormes sont aussi préventivement détruits, « pour le doupte que les escorchours ne se tapissent dedens ». 
À partir du mois d'octobre, les troupes messines, renforcées de villageois du Pays messin, marquent des points, reprenant Ennery, Neufchâtel et la maison forte de Crepy, « en laquelle estoit le capitaine Floquet, Thiry de Lenoncourt, baisli de Vitry-en-Parthois et plusieurs aultres nobles de Loherenne ». Plusieurs villageois du Pays messin se distinguent au cours de ces escarmouches. Un certain Collignon Cowin notamment, qui s'était déjà illustré en défendant l'église d'Ars-sur-Moselle, est tué par une couleuvrine, lors de l'attaque de Châtel-Saint-Blaise, alors tenu par les Ecorcheurs.
Le 17 novembre 1444, les écorcheurs abandonnent Woippy. Jean Vitton passe pour être aussi cruel pour ses adversaires, qu’il noie sans vergogne, que pour les Messins, qu’il empêche de sortir, sous peine de mort. Le sort des prisonniers n’est pas plus enviable, comme en témoigne une complainte d’un prisonnier lorrain :
Je suis venu en Mets pour gesir sur l’estrain,

Pour boire de l’yawe froyde, et pour mangier du noir pain,

Par les seigneurs de Mets qui font souvant l’essoy,

De leurs grosses bombardes : j'en suis en grant esmoy.

Les faulces collevrines tuent les hommes sains...
Cette version des faits, à charge pour Jean Vitton et le conseil des « Sept de la Guerre », doit cependant être nuancée. Les comptes du barbier-chirurgien de la cité messine indiquent, en effet, des sommes reçus pour les soins qu'il avait apportés aux prisonniers, pendant la guerre.

## Issue du conflit
Dès le début des hostilités, des pourparlers sont organisés. Le roi de France invite les représentants de la cité messine à Nancy, le 22 septembre 1444. Thiébaut Louve, Nicolas Louve, Poncignon Baudoche et Geoffroy Desch, représentant les « Sept de la Guerre », ainsi que Jean de Luxembourg, sont envoyés pour représenter la cité. Agissant au nom du roi de France, Jean Raboteau, président du parlement, leur déclare qu'ils devaient se soumettre à l'autorité du roi de France. Nicolas Louve lui répond, au nom des Sept, que Metz était et avait toujours été une cité franche du Saint-Empire, et qu'elle affronterait tout, plutôt que de renoncer à sa fidélité envers ce dernier. Les négociations sont alors suspendues et le siège se poursuit. 
Après six mois de siège, de saccages et de pillages dans le Pays messin, les Messins se résignent à négocier. Une seconde conférence a lieu le 12 janvier 1445. Tout en s'opposant encore aux propositions du roi de France, en déclarant « qu'ils aymeroient myeulx a mourir que de laisser l'aigle imperialle », les paraiges  trouvent cette fois un arrangement financier avec les troupes françaises. Lors de la troisième entrevue à Pont-à-Mousson, le 28 février 1445, les Messins achètent le départ des troupes ennemies en payant 200 000 écus au roi Charles VII et en annulant les importantes dettes du duc de Lorraine, estimées à 100 000 florins. Un traité de paix est signé en mars 1445. L'échange de prisonniers peut alors commencer. Metz en avait peu à rendre, car les exécutions avaient souvent été immédiates.
La cité messine sortira financièrement affaiblie de ce nouveau conflit. Mais c’était là le prix à payer, pour rester une ville libre au sein du Saint-Empire romain germanique.